# Podizanje visoke forme
Podizanje visoke forme je tehnika umjetničke obrade metala kod koje se komad metalnog lima oblikuje pomoću odgovarajućih čekića i metalnog nakovnja odgovarajućeg oblika. Lim koji je pod primjerenim kutom udarcima čekića oblikuje se na željeni način.
Ovoj tehnici srodne su tehnike razvlačenja kovanjem te upuštanja kovanjem.
Postoje dva osnovna načina rada stariji na t.zv. "stepenicu", i noviji, kod kojeg se radi pomoću namjerno izazvanih nabora. Ova je tehnika jedan od osnovnih načina rada u srebrnarstvu, zlatarstvu te bakrokotlarstvu. Nekada je korištena je i kod izrade viteških oklopa.
Najraniji primjeri ove tehnike stariji su od 6000 godina.

## Vanjske poveznice
- The Raising of Metal  Arhivirana inačica izvorne stranice od 22. studenoga 2010. (Wayback Machine)
- An Investigation of Anticlastic Forming in Sheet Metal